# Рублёво-Архангельская линия
Рублёво-Арха́нгельская линия (в перспективе — Бирюлёвско-Арха́нгельская) — будущая радиальная линия Московского метрополитена. В перспективе должна соединить ММДЦ «Москва-Сити» и международный финансовый центр «Рублёво-Архангельское», а также объединиться с Бирюлёвской линией. Участок линии, включающий в себя станции «Деловой центр» и «Шелепиха», был открыт 26 февраля 2018 года в составе первой очереди Большой кольцевой линии и с открытия по 21 июня 2024 года эксплуатировался как её вилочное ответвление. Строительство последующих двух участков с 8 станциями предполагается завершить в 2027 году. На схемах планируется её обозначение графитовым цветом и числом , однако по порядковой нумерации после Троицкой линии она будет 16-й.
Цветовое обозначение линии было выбрано путём голосования, инициированного Сергеем Собяниным на интернет-портале «Активный гражданин».

## История
Впервые линия по трассе Рублёво-Архангельского радиуса появилась на планах развития Московского метрополитена в 2005 году в виде перегона от станции «Деловой центр» до непостроенной станции «Мнёвники» в составе Большой кольцевой линии. После корректировок проекта от прежнего радиуса остались две станции — «Деловой центр» и «Шелепиха». В 2010 году, при возобновлении проектов хордового развития ещё при мэре Москвы Юрии Лужкове, проект получил название «Рублёвская хорда», так как предусматривал ответвление от строящейся на тот момент станции «Деловой центр». Однако уже при новом мэре Сергее Собянине стало ясно, что линия станет полноценной и самостоятельной, которая в перспективе сможет объединиться с одним из противоположных радиусов развития метро.
В 2012 году в состав Москвы была включена отдельная площадка «Рублёво-Архангельское», на которой планируется возвести международный финансовый центр «Рублёво-Архангельское». Для обеспечения нового района скоростным внеуличным транспортом летом 2012 года начались предпроектные работы по новой линии метро — Рублёво-Архангельской. Планировалась организация пересадки с существующей станции «Строгино», от которой линия трассировалась бы к Новорижскому шоссе к станции с внешней стороны МКАД, а затем к третьей станции — «Рублёво-Архангельское» — в центре МФЦ. Строительство электродепо линии предполагалось на единственном подходящем для этого участке, расположенном между Ильинским и Новорижским шоссе и являющимся анклавом внутри территории Московской области.
В 2013 году было объявлено, что нужный коридор для строительства ветки до Рублёво-Архангельского имеется, идёт проработка трассировки линии, строительство планируется начать после 2020 года.
В июне 2014 года стало известно, что эта линия может быть построена за счёт Фонда национального благосостояния либо иных внебюджетных средств.
26 июня 2014 года появилось распоряжение Москомархитектуры № 84 о подготовке проектов планировки линейных объектов метрополитена (ППЛО). В рассматриваемой части предполагалась подготовка в 2014—2015 годах ППЛО для участка от станции «Улица Новаторов» до станции «Деловой центр».
В феврале 2016 года предполагалось, что линию в Рублёво-Архангельское построят не раньше 2035 года, однако отмечалось, что камеры съездов для строительства этой линии уже строятся.
В апреле 2016 года линия была названа в числе радиальных веток, которые будут построены от Большой кольцевой линии.
В июне 2016 года поступило предложение убрать из проекта станцию возле МКАД на Новорижском шоссе. На получающемся перегоне длиной 5,4 км по нормам безопасности на этом месте должен быть построен эвакуационный выход. Также было предложено добавить в проект станцию «Новорижская», расположенную в границах площадки под депо.
7 октября 2016 года было подтверждено, что в дальнейшем часть северо-западного участка Большой кольцевой линии, включающая в себя станции «Деловой центр» и «Шелепиха», будет преобразована в отдельную Рублёво-Архангельскую линию. 25 октября 2016 года Постановлением Правительства Москвы № 703-ПП был утверждён проект планировки территории «Рублёво-Архангельское», включающий в себя одноимённую станцию метро.
9 ноября 2016 года было объявлено, что реализация проекта планировки территории «Рублёво-Архангельское», утверждённого мэром Москвы Сергеем Собяниным, и включающего в себя резервирование технической зоны для строительства линии от станции «Строгино» до территории МФЦ, будет осуществляться за счёт инвестора.
В марте 2017 года стало известно, что линия к Международному финансовому центру в Рублёво-Архангельском, с трассировкой через районы Строгино и Щукино, может быть построена к 2025 году. По словам руководителя Москомархитектуры Максима Васильева, заинтересованность в этой линии проявляет «Сбербанк».
20 июня 2018 года Марат Хуснуллин сообщил, что в Рублёво-Архангельское планируется также построить ответвление от станции Павшино линии МЦД-2 «Нахабино — Подольск».
В июле 2018 года продолжалась подготовка проекта планировки участка линии от станции «Шелепиха» до станции «Ильинская» длиной 18,7 км. Согласно информации на сайте госзакупок, проектированием занимается ООО «Гражданпромпроект». По договору подготовка проекта планировки должна была завершиться не позднее 31 августа 2018 года. Строительство линии планировалось начать после 2023 года, в начале 2019 года старт строительства перенесён на 2021—2022 годы.
7 марта 2019 года Градостроительно-земельной комиссией был одобрен проект планировки участка «Шелепиха» — «Строгино» длиной 9,8 км с четырьмя станциями. 12 октября 2019 года стало известно, что к ним между станциями «Шелепиха» и «Проспект Маршала Жукова» добавилась ещё одна станция — «Пресня». Данная станция уже появлялась в планах строительства линии, но была исключена, ввиду расположения в промзоне. Дополненный проект планировалось утвердить в 2020 году.
В конце 2019 года планируемая очерёдность пусковых участков была изменена: первым стал участок «Шелепиха» — «Строгино», а вторым — участок «Строгино» — «Ильинская». Планировалось, что в первый участок длиной 9,8 км войдут 5 станций.
2 января 2020 года Марат Хуснуллин заявил о начале освобождения участков для Бирюлёвской и Рублёво-Архангельской линий. Позднее в январе было заявлено, что линия будет построена и открыта до 2028 года, строительство начнётся в 2020 году.
7 августа 2020 года заместитель мэра Москвы по вопросам градостроительной политики и строительства Андрей Бочкарев сообщил, что Рублево-Архангельскую линию планируется запустить до 2027 года.
21 сентября 2020 года началась подготовка к строительству станции «Карамышевская».
20 января 2021 года на общественные обсуждения был выдвинут проект первого участка линии с шестью станциями.
24 апреля 2021 года Андрей Бочкарёв заявил, что первый тоннелепроходческий щит на Рублёво-Архангельской линии метро будет готов к старту работ к середине мая 2021 года.
22 июня 2021 года был утвержден проект планировки первого участка Рублёво-Архангельской линии метро длиной 12,65 км с шестью станциями: «Звенигородская», «Карамышевская», «Бульвар Карбышева», «Живописная», «Строгино» и «Липовая Роща».
28 июня 2021 года Рафик Загрутдинов заявил, что работы по строительству первого участка Рублёво-Архангельской линии начнутся в 2021 году.
27 мая 2022 года Андрей Бочкарёв заявил, что на всех участках Рублёво-Архангельской линии между будущими станциями «Шелепиха» и «Липовая роща» развернуты подготовительные работы.
7 июля 2022 года было принято Постановление Правительства Московской области № 722/23 от 07.07.2022 «О внесении изменений в Схему территориального планирования транспортного обслуживания Московской области», согласно которому на территории Московской области предусмотрено продление линии метрополитена от станции метро «Строгино» до станции метро «Изумрудные Холмы». В этом же Постановлении упоминаются станции «Красногорская» и «Изумрудные холмы» на указанной линии.
10 августа 2022 года мэр Москвы Сергей Собянин утвердил название 22 строящихся станций метро, в том числе пяти станций первого участка Рублёво-Архангельской линии. 10 февраля 2023 года мэр Москвы Сергей Собянин утвердил название 7 строящихся станций метро, в том числе одной оставшейся станции первого участка Рублёво-Архангельской линии.

## Текущие планы

### Участок в составе Большой кольцевой линии
26 февраля 2018 года был открыт первый участок Большой кольцевой линии от станции «Деловой центр» до станции «Петровский парк». В будущем его часть от «Делового центра» до «Шелепихи» станет начальным участком Рублёво-Архангельской линии. На нём расположены две станции:
- «Деловой центр»;
- «Шелепиха».

Их закрыли 22 июня 2024 года сроком на два года для строительства камеры съездов. Заделы для ответвления были оставлены заранее при строительстве участка.

### Первый участок
Первый участок Рублёво-Архангельской линии планируется провести от камеры съездов на перегоне «Шелепиха» — «Хорошёвская» до станции «Липовая Роща». Перегон «Шелепиха» — «Хорошёвская» после ввода первого участка планируется использовать в качестве двухпутной ССВ. Длина первого участка линии составляет 12,65 км, в него входят 6 станций:

#### 1 подучасток
- «Звенигородская» (ранее «Пресня», в районе Хорошёво-Мнёвники возле пересечения улицы Шеногина, Шелепихинского шоссе и 1-го Силикатного проезда);
- «Народное Ополчение» (ранее «Карамышевская», «Проспект Маршала Жукова», пересадка на станцию «Народное Ополчение» Большой кольцевой линии, вдоль улицы Демьяна Бедного на пересечении с проспектом Маршала Жукова);
- «Бульвар Генерала Карбышева» (ранее «Бульвар Карбышева», параллельно улице Маршала Тухачевского напротив бульвара Генерала Карбышева);

Тоннели на первом подучастке пройдены полностью на июль 2025.

#### 2 подучасток
- «Серебряный Бор» (ранее «Живописная», вдоль улицы Паршина у пересечения с Живописной улицей рядом с территорией учебного спортивно-оздоровительного комплекса «Октябрь»);
- «Строгино» (пересадка на Арбатско-Покровскую линию, на Строгинском бульваре параллельно существующей станции метро «Строгино»);
- «Липовая Роща» (ранее «Троице-Лыково», на территории Московской области вдоль МКАД, между Новорижским шоссе и территорией жилой и общественной застройки «Спутник»).

### Продление до Рублёво-Архангельского
Следующий участок линии начнётся от станции «Липовая Роща», далее линия пройдёт под Москвой-рекой и протянется до Рублёво-Архангельского, где будет построены ещё две станции. Открытие станций запланировано на период до 2027 года:
- «Рублёво-Архангельское» (на территории «Рублёво-Архангельское» в районе Захарковской поймы);
- «Ильинская» (ранее «Новорижская», около деревни Гольёво между Новорижским и Ильинским шоссе).
  - Рядом со станцией будет построено электродепо «Ильинское».

### Продление в Красногорск
Информация о продлении Рублево-Архангельской линии еще на две станции впервые появилась в схемах территориального планирования Московской области и генеральном плане г. Красногорска, в соответствии с которыми конечной станет станция с проектным названием «Красногорск-2». Со стороны московских властей о возможности продления метро в Красногорск впервые было упомянуто в конце 2024 года.
- «Красногорск» (ТПУ со станцией МЦД «Красногорская»).
- «Красногорск-2» (на пересечении Волоколамского шоссе и улицы Кирова на границе микрорайонов «Чернево-1», «Чернево-2» и «Брусчатый поселок» городского округа Красногорск) [52].

### Объединение с Бирюлёвской линией
Трассировка линии от станции «Деловой центр» в сторону центра находится в стадии предпроектных предложений.
Первые варианты появились в конце 2013 года, когда получившая новую трассировку хорда на Коммунарку стала планироваться в перспективе единой с Рублёво-Архангельской линией. Для этого был запланирован соединительный участок между станциями «Новаторская» и «Деловой центр» с тремя промежуточными станциями, включающий в себя станцию «Лужники» с пересадкой на станцию «Спортивная». Но другие планы предлагают соединить хорду на Коммунарку с Некрасовской линией на станции «Нижегородская».
По рассматривавшимся в конце 2016 года вариантам строительства от станции «Деловой центр» линия пойдёт на юго-восток с образованием пересадочных узлов на станциях «Фрунзенская», «Шаболовская», «Тульская» и закончится на станции «ЗИЛ», где её планируется объединить с Бирюлёвской хордой. К проектированию подобного продления планируется приступить после 2025 года.

## Пересадки
| Пересадка на линию            | со станции           | на станцию               |
| ----------------------------- | -------------------- | ------------------------ |
| Арбатско-Покровская           | «Строгино»           | «Строгино»               |
| Филёвская                     | «Деловой центр»      | «Деловой центр»          |
| Солнцевская                   | «Деловой центр»      | «Деловой центр»          |
| Большая кольцевая             | «Народное Ополчение» | «Народное Ополчение»     |
| Московское центральное кольцо | «Шелепиха»           | Шелепиха                 |
| МЦД-1                         | «Шелепиха»           | Тестовская (Москва-Сити) |
| МЦД-1                         | «Деловой центр»      | Тестовская (Москва-Сити) |
| МЦД-2                         | «Красногорск»        | Красногорская            |

### Комментарии
1. ↑  Участок «Шелепиха» — «Деловой центр» вилочного ответвления Большой кольцевой линии, который впоследствии войдёт в состав Рублёво-Архангельской линии
2. ↑  Длина линии с 12 станциями составит 27,6 км Собянин: пройдены все тоннели между станциями метро «Звенигородская» и «Бульвар Генерала Карбышева». 24 декабря 2024 г.
3. ↑  Официальная нумерация линий, начиная с Калининской, не является хронологической вследствие отсутствия её соединения с Солнцевской; с линиями метрополитена технически не был связан монорельс (но эксплуатировался одним с ним предприятием) и МЦК (у которого предприятие — заказчик перевозок)